# شکارگیر نوارزرد
شکارگیر نوارزرد (نام علمی: Austrogomphus guerini) نام یک گونه از سرده شکارگیرها است.